# リツヤ湾大津波
リツヤ湾大津波（リツヤわんおおつなみ）とは、1958年7月9日、アメリカ合衆国アラスカ州のリツヤ湾（Lituya Bay）で発生した津波である。フィヨルドであるリツヤ湾の斜面が地震によって崩落し、海中になだれ込んだ土砂や氷塊で大波が発生した。波高はその対岸で524メートルに達し、これは観測史上最高とされる。

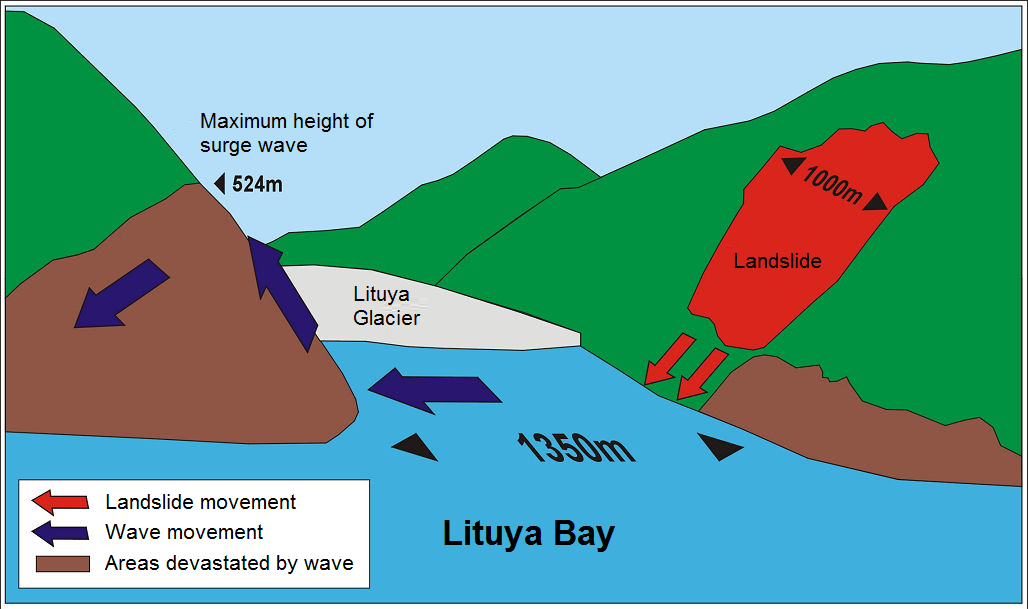
リツヤ湾大津波のシェーマ

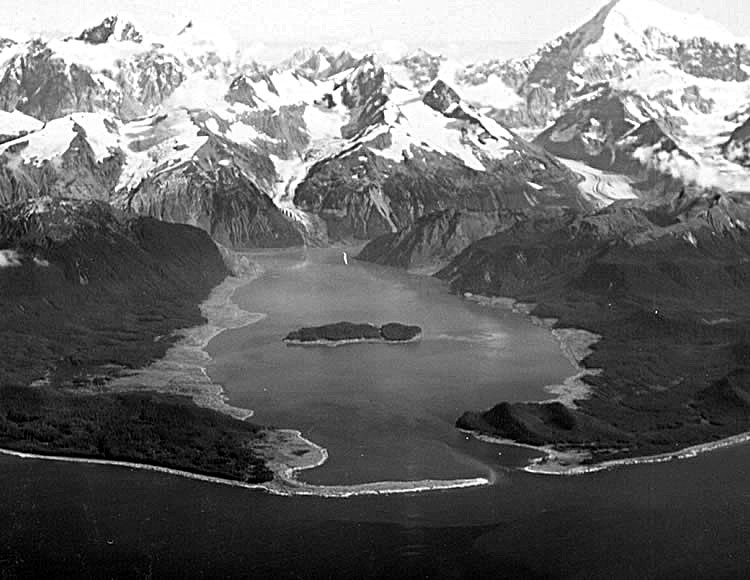
津波の翌週のリツヤ湾の航空写真。沿岸の明るい地帯は、津波で樹木を剥がされた森林の跡である。

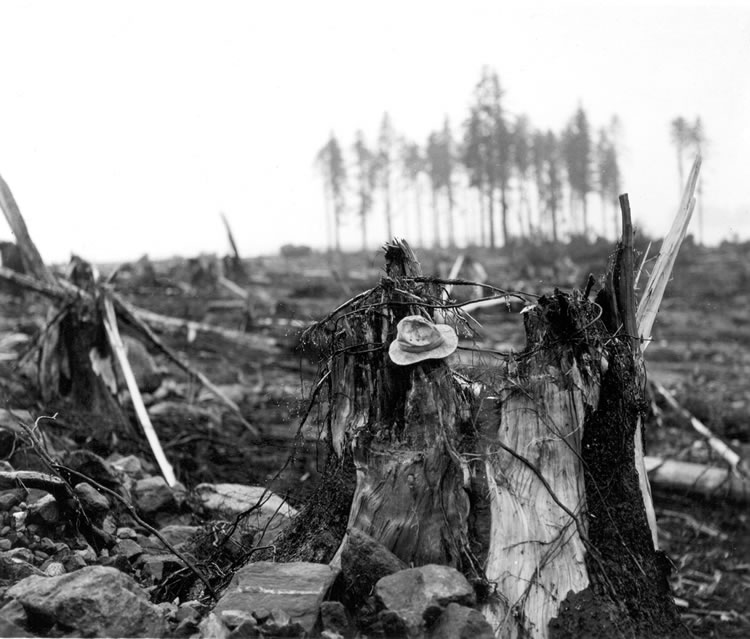
津波の力で倒された樹木。

## リツヤ湾と大津波
リツヤ湾（Lituya Bay）はアメリカ合衆国のアラスカ州の州都ジュノーの西方約200kmに位置する。岩盤が氷河に削られることで形成された急峻なフィヨルドで、奥行き約12km、幅約3kmと細長く、湾の奥でT字型に曲がった両側から氷河が流れ込んでいる。
1958年7月9日、現地でM7.7の地震が発生し、湾の奥で大規模な山体崩落が起こった。それによって海中になだれ込んだ大量の土砂や氷塊により、湾内で巨大な水しぶきが発生、沿岸は高さ500m以上に及ぶ津波に見舞われた。波によって押し倒された樹木の痕跡から推量した波の高さは524mに及び、それはエンパイア・ステート・ビルディングより143m高い、観測史上最高の高さである。
津波発生当時、周辺には3隻の漁船が停泊していたが、そのうち1隻が沈没し、2人の船員が死亡した。他の2隻は無事であった。人跡未踏の地ゆえ、この2名以外の人的被害はない。
なお、リツヤ湾は過去120年間に5回の巨大津波が発生している。

## 波高
最大波高が記録された場所は、極めて限定されていた。なお、報告者により波高値には差異が生じている。
日本語論文
- 518m 羽鳥(1998)[3]
- 524m 相田(1975)[4] 、MILLERD(1960)[1]を引用
- 約525m 三好ら(1972)[5]